# Swinden
Swinden is een civil parish in het bestuurlijke gebied Craven, in het Engelse graafschap North Yorkshire.